# Hôtel du Chevalier-du-Guet
L'hôtel du Chevalier-du-Guet, également nommée maison du Chevalier-du-Guet, est un ancien hôtel particulier féodal parisien situé dans l'ancien 4e arrondissement (actuel 1er arrondissement).

## Situation
L'hôtel du chevalier-du-Guet était situé place du Chevalier-du-Guet,.

## Historique
En conséquence de l'ordonnance du roi Jean du 6 mars 1363, le roi acquit au commencement du XIVe siècle une maison située dans le champ Perrin Gasselin, dans le quartier Sainte-Opportune, pour y loger le chevalier ou commandant du guet,.
Deux des principales dispositions de cette ordonnance, celle de la garde des prisonniers du Châtelet et du Palais, imposaient rationnellement la nécessité que le chef de cette milice fût installé dans le voisinage et surtout assez près du Châtelet, siège de la prévôté de Paris, où, indépendamment des transactions civiles, se traitaient quelquefois les affaires les plus graves au point de vue de la sûreté publique et aux abords duquel se tramaient aussi les émeutes et les mouvements populaires.
Il fallait aussi que cette maison fût assez vaste pour y recevoir et faire manœuvrer tout ou partie de la compagnie. En effet, le choix de l'emplacement par le roi Jean et son conseil est également une mesure d'opportunité. À cette époque, les quartiers Sainte-Opportune, Saint-Denis et Saint-Jacques-la-Boucherie étaient composés d'une population considérée comme turbulente. La corporation des bouchers, qui y était fortement implantée, jouait en effet un rôle premier dans les querelles civiles, notamment lors de la captivité du roi Jean (comme lors de la journée du 22 février 1358 et lors de la Grande Jacquerie) et plus tard lors des révoltes des Maillotins et des Cabochiens, et après la première crise de démence de Charles VI. En 1357, un magistrat municipal, Étienne Marcel, s'était mis lui-même à la tête des révoltés et sous son commandement, de nombreuses barricades furent levées dans Paris.
Le chevalier du guet, Jean de Harlay, habitait cet hôtel sous Louis XI. Le 2 juillet 1465, pendant la guerre du Bien public, Jean Balue, alors évêque d'Évreux, vint dans cette maison requérir le guet et le conduisit au son des trompettes au Grand-Châtelet, puis dans les rues de Paris, où son intervention était nécessaire.
Cette maison, était beaucoup plus vaste au début de son existence qu'elle ne l'était au moment de sa démolition. À l'origine, elle n'était pas enserrée par de nombreuses constructions. Elle s'élevait sur un espace libre, appelé le Champ Perrin Gasselin, nom probable du propriétaire primitif. C'était un terrain herbu formant au XIIIe siècle l'esplanade de l'arrière-face nord de la forteresse du Grand-Châtelet. Bien que déjà environnée d'habitations, cette esplanade fut lotie progressivement pour accueillir la population s'agglomérant autour de la grande boucherie et la pierre ou coutume du poisson.
Le dernier chevalier du gué fut Augustin Jean-Baptiste Choppin de Goussangré, mort le 27 janvier 1733.
Sous Louis XV, cette maison devint une maison particulière. Confisquée vers 1794 à une famille d'émigrés, elle fut vendue à un dénommé Morel, qui spéculait alors comme tant d'autres sur ces sortes de biens. Cette maison, ainsi que le no 6 de la place, furent rachetées par la ville de Paris à ses héritiers. Précédemment établie au no 29 rue Coquillière, la mairie de l'ancien 4e arrondissement se déplaça, de 1803 à 1850, dans l'ancien hôtel féodal du Chevalier du guet, situé au no 4 de la place du Chevalier-du-Guet.
L'hôtel du Chevalier-du-Guet est démoli vers 1864 afin de prolonger la rue Jean-Lantier dans le contexte des transformations de Paris sous le Second Empire.

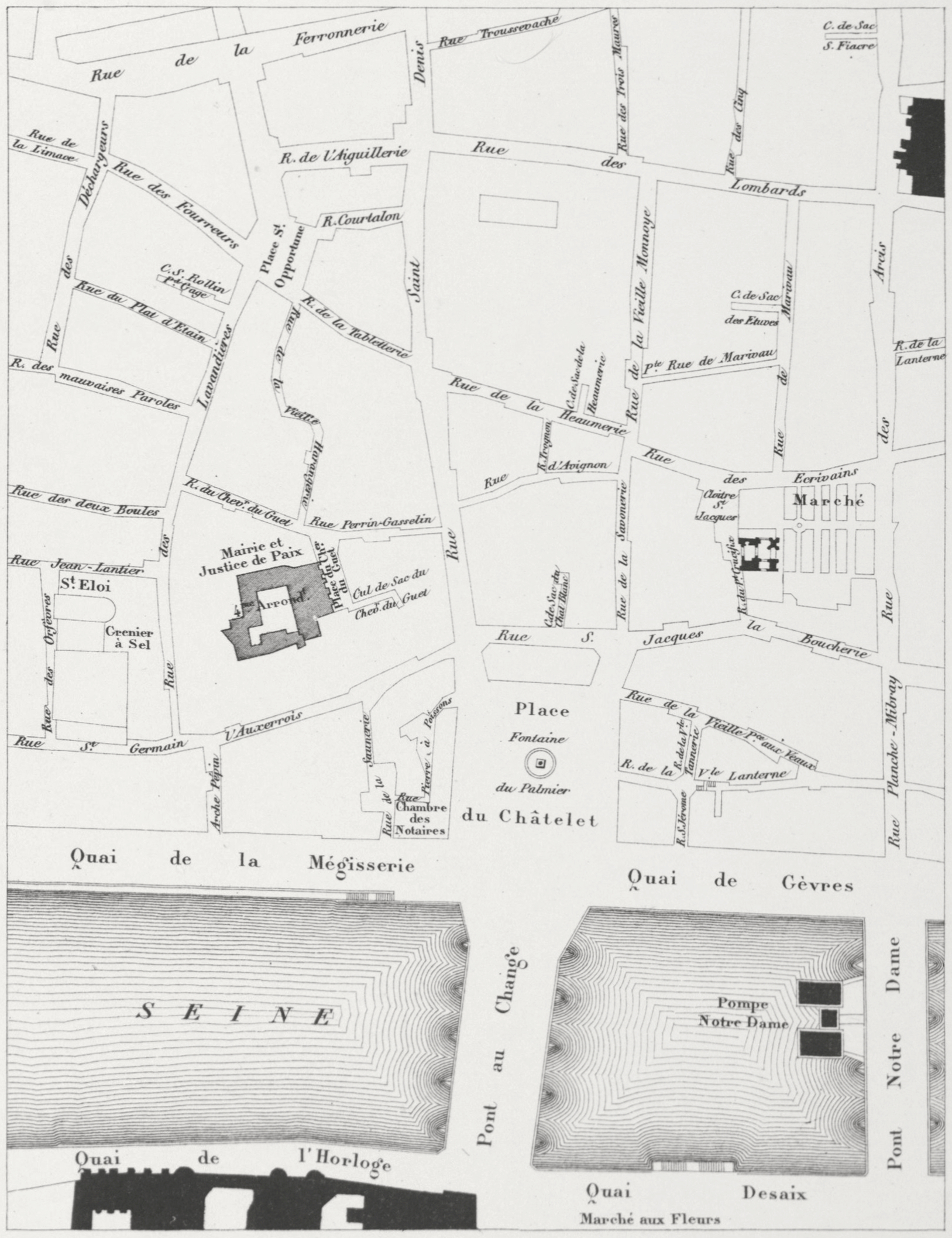
Emplacement de l'hôtel du Chevalier-du-Guet en 1836, devenu le bâtiment de la Mairie et Justice de Paix

## Description

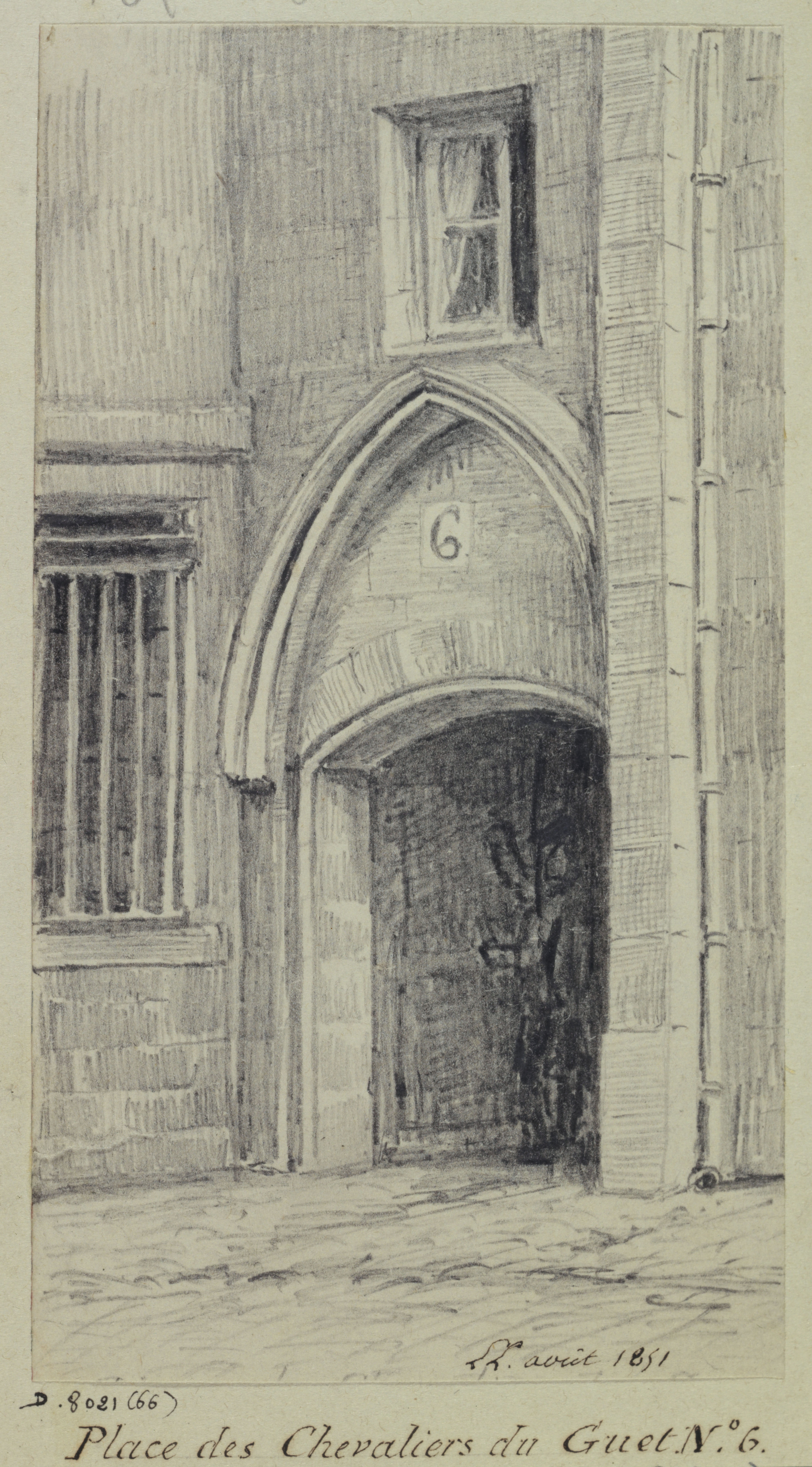
Porte de l'hôtel sur la place du Chevalier-du-Guet

Cette maison a dû être bâtie au commencement du dernier tiers du XIVe siècle, au plus tôt, circonstance qui semblerait confirmer la tradition que cette demeure existait avant qu'on la destinât au commandant du guet. Devenue maison particulière sous Louis XV, la maison fut modifiée dans toutes ses parties essentielles.

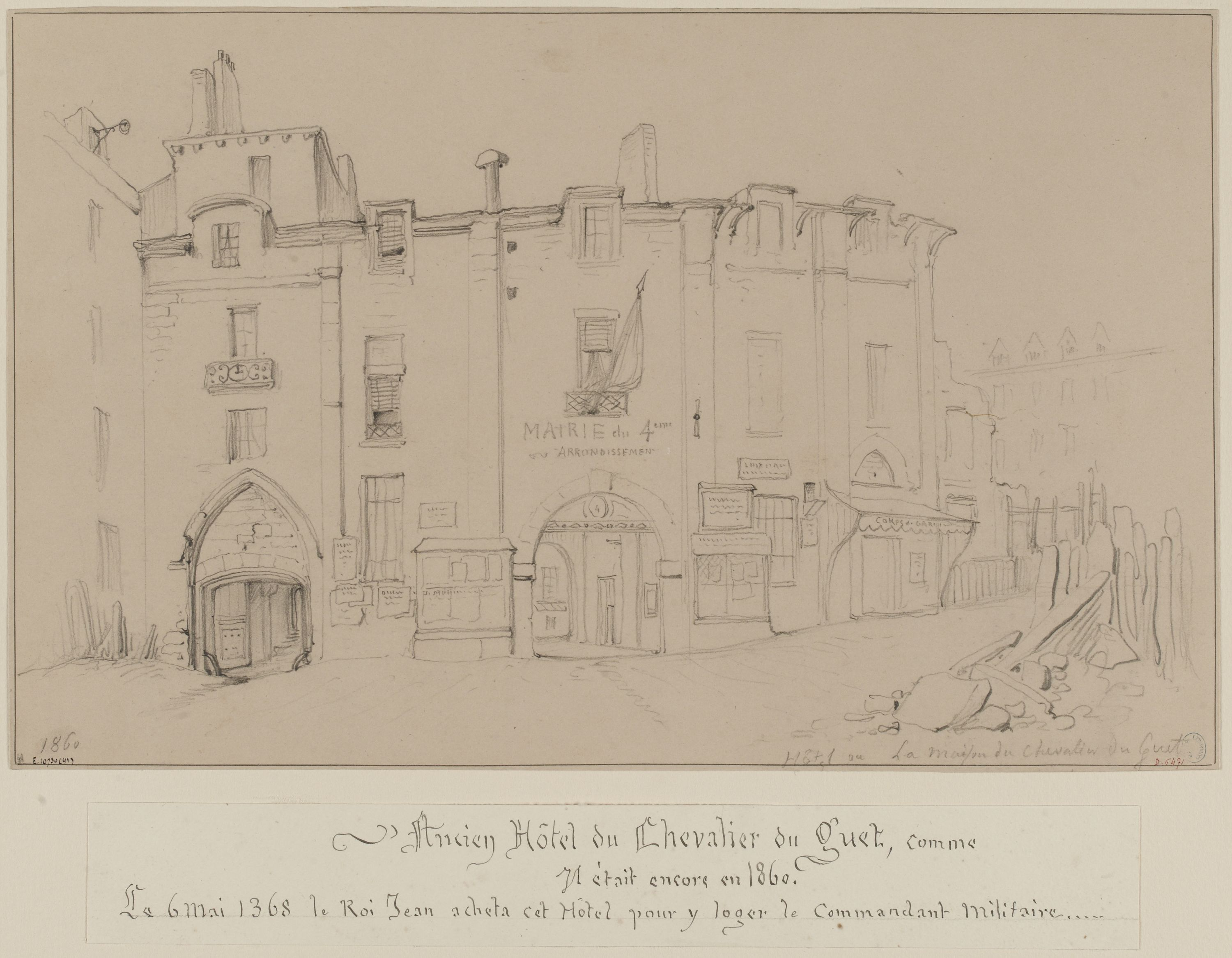
Vue de l'hôtel vers 1860.

Au XVe siècle, la principale entrée, l'entrée d'honneur, s'ouvrait au milieu de la rue de ce nom, renommée alors rue Perrin-Gasselin et dont il est fait mention dans des titres authentiques des années 1254 et 1269, cités par Jaillot. Cette rue était au XIXe siècle décrite ainsi « obscure et hideuse ruelle qui forme la prolongation jusqu'à la rue Saint-Denis ». Le portail sur la place du Chevalier-du-Guet n'était qu'une porte de dégagement flanquée de tourelles, qui ont disparu dans les premières années du règne de Louis XV, et de deux contreforts carrés. Cette façade extérieure était sévère et offrait peu de traces des éléments caractéristiques de l'architecture civile du XVe siècle.
Les murs devaient être entièrement construits en pierres de taille de grand appareil, atteignant une largeur de 60 centimètres sur une hauteur proportionnée, de manière à offrir de la résistance aux attaques extérieures. La baie d'entrée à plein cintre, comme par devant, était aussi cantonnée de deux contreforts carrés, ou piliers butants. La baie de fenêtre percée au premier étage, au-dessus de cette porte, s'ouvrait en cintre surbaissé, avec moulures saillantes qui furent coupées dans un ravalement pour dresser le mur, mais dont l'archivolte restait indiquée par les pierres disposées en forme de coin, qui en décrivaient l'arc. Le mur de ce corps de bâtiment, composé de deux étages, était ourlé au-dessous du toit d'une forte moulure torique, formant corniche; moulure qui était la plus communément employée dans l'architecture à la fin du XIVe siècle, et dans la majeure partie du XVe. Les fenêtres du second étage se composaient de deux lucarnes, aussi en pierres de taille, placées à la naissance du toit, avec chambranles lisses, frontons obtus et claveaux taillés en coin. La troisième lucarne manquait. La division du premier étage était marquée par une moulure creuse régnant sous l'appui de deux fenêtres. Les autres ayant été encadrées de plates-bandes.
Le pignon de la toiture était surmonté naguère d'un épi avec girouette découpée à jour qui porta sans doute autrefois le pennon armorié du chevalier du guet.
L'unique fenêtre éclairant le corps de garde du côté de la cour était encadré d'une gorge ou moulure géométrique et creuse.
La cour, à peu près carrée, était assez vaste et bordée de bâtiments sur les quatre faces. Aux XIXe siècle, le côté oriental contenait les constructions anciennes. Les trois autres étaient plus récentes. Toutes les fenêtres avaient été agrandies, les ornements, s'il s'en trouvait, avaient été raclés, les pierres badigeonnées, les combles défleuris, les intérieurs dégradés et déshonorés de leurs décorations peintes, dorées ou sculptées, dont on apercevait encore autrefois des indices dans la grande salle d'administration. Les seules parties anciennes qui pouvaient encore exister dans les bâtiments au midi, au couchant et au nord, sont tout au plus les murs des soubassements pourtournant la cour, et plusieurs étages de caves solidement voûtées en plein cintre, et petit appareil régnant sous les bâtiments au midi et au levant.
L'entrée de la maison n° 6, sur la place, et qui était une dépendance du vieil hôtel, se faisait encore remarquer par une bille en ogive du XVe siècle, gracieusement profilée de moulures saillantes et rentrantes, dont le tympan lisse décrivait un arc très surbaissé.